# George and Rosemary
George and Rosemary ist ein kanadischer animierter Kurzfilm von David Fine und Alison Snowden aus dem Jahr 1987.

## Handlung
Rentner George lebt allein. Er ist in die im gegenüberliegenden Haus lebende Rosemary verliebt, wegen der er oft stundenlang auf seiner Veranda sitzt. Zudem beobachtet er sie hin und wieder durch ein Fernglas, sieht nachts zu ihr herüber, bevor sie das Licht löscht, und schläft ansonsten allein ein.
Eines Morgens entscheidet er sich, dass er sie heute ansprechen wird. Er zieht ein frisches Hemd und gleichfarbige Strümpfe an und pflückt Blumen in seinem Garten. Als er sich telefonisch anmelden will, bringt er jedoch kein Wort heraus. Er nimmt sich zusammen und will gerade die Straße überqueren, als Rosemary Besuch von ihrem Sohn und zahlreichen Enkeln erhält. Es dauert, bis der Besuch wieder geht, doch ist es George nun ernst. Mit seinen bereits hängenden Blumen wagt er sich bis an Rosemarys Tür und klingelt. Als er bei Rosemarys Anblick zu stammeln beginnt, zieht sie ihn schnell aber wortlos in die Wohnung. Es stellt sich heraus, dass sie ihn sogar noch exzessiver beobachtet hat. Sie legt Musik auf, deckt das Goldfischglas ab, und beide tanzen bis tief in die Nacht. Wenig später ist George zu Rosemary gezogen und beide leben glücklich bis an ihr Lebensende zusammen.

## Auszeichnungen
George and Rosemary erhielt zahlreiche internationale Auszeichnungen, darunter 1988 einen Genie als Besten Kurzfilm und 1987 den Jurypreis als besten Kurzfilm auf dem Montréal World Film Festival.
Der Film wurde 1988 für einen Oscar in der Kategorie „Bester animierter Kurzfilm“ nominiert, konnte sich jedoch nicht gegen Der Mann, der Bäume pflanzte durchsetzen.